# Auguste de Penfentenyo
Pour les autres membres de la famille, voir Famille de Penfentenyo.
Auguste Éléonore Marie de Penfentenyo de Kervéréguin, né le 23 décembre 1837 à Loctudy, décédé le 21 octobre 1906 à Quimper, est un officier de marine français. Il termine sa carrière avec le grade de contre-amiral.

## Biographie
Auguste de Penfentenyo, inscrit à Brest, fait l'École navale (promotion 1854) et l'École polytechnique (promotion 1856). Il est aspirant en 1858, enseigne de vaisseau en 1860, lieutenant de vaisseau en 1864, capitaine de frégate en 1877 et capitaine de vaisseau en 1884. Il est nommé contre-amiral le 1er août 1893. Il quitte le service actif le 31 décembre 1903.
Il a publié, alors qu'il était lieutenant de vaisseau, un Projet de tactique navale pour les béliers à vapeur, considéré comme une proposition majeure de novation par rapport au livre officiel de tactique navale.
Auguste de Penfentenyo a épousé Gabrielle de Gueydon, fille de l'amiral Louis Henri de Gueydon (1809-1886). Il est le père de quatre enfants, un amiral, Hervé de Penfentenyo, un capitaine de vaisseau, Henri de Penfentenyo, un général, Jehan de Penfentenyo, et une fille, Marie, qui a épousé l'amiral Antoine Exelmans.

## Distinctions
- Commandeur de la Légion d'honneur (12 juillet 1897)[5]
- Officier d'académie